# Massimo Schuster
Massimo Schuster (Lodi, 30 juli 1950) is een Italiaans poppenspeler en -maker, acteur en regisseur.

## Levensloop
Schuster begon zijn loopbaan in 1967 in het Piccolo Teatro in Milaan. In 1969 maakte hij kennis met het Bread and Puppet Theater dat toen op tournee was in Europa. Voor dit gezelschap van Peter Schumann werkte hij in de vijf jaar aansluitend tot en met 1974.
In 1975 vertrok hij naar Zuid-Frankrijk en richtte daar zijn eigen poppentheater op met de naam Théâtre de l'Arc-en-Terre; sindsdien is Frankrijk zijn thuisbasis. In de eerste jaren was hij sterk beïnvloed door het poppentheater van Schumann en geleidelijk aan ontwikkelde hij een eigen stijl. Die werd vooral zichtbaar vanaf de opvoeringen in 1983 van Thésée et le Minotaure uit de Griekse mythologie en in 1984 van La Tragique Histoire De Macbeth van William Shakespeare.
Zijn loopbaan karakteriseert zich in de samenwerking die hij telkens zoekt met andere kunstenaars, zoals met schilders als Enrico Baj, Hervé Di Rosa, Joan Baixas, beeldhouwers als Richard Di Rosa, schrijvers als Anthony Burgess, Jean-Pierre Carasso, Tzvetan Marangozov, Francesco Niccolini en de musici Gino Negri, Lorenzo Ferrero, Richard Harmelle, Bogdan Dowlasz.
Hij haalt zijn inspiratie vaak uit klassieke teksten die hij bewerkt voor poppentheater, waarbij hij voorstellingen regisseerde die soms jaren achtereen liepen zoals Ubu roi, Illiade, Roncisvalle! en Mahabharata. Hij voerde de opera Le Bleu-blanc-rouge et le noir op die werd geschreven door Lorenzo Ferrero. Over zijn werk heeft hij verschillende boeken uitgebracht.
Hij heeft verder een groot aantal marionetten eigenhandig gemaakt die hij onder meer exposeerde in het Musée de l'Art Décorative van zowel Lausanne als Zürich. Zijn optredens vertoonde hij in meer dan zestig landen, waaronder tijdens vooraanstaande internationale festivals en de Biënnale van Venetië.
Van 2004 tot 2008 was hij voorzitter van de wereldvereniging voor poppentheater, de Union Internationale de la Marionnette (UNIMA).